# Chlorhoda rufolivacea
Chlorhoda rufolivacea är en fjärilsart som beskrevs av Adalbert Seitz 1919. Chlorhoda rufolivacea ingår i släktet Chlorhoda och familjen björnspinnare. Inga underarter finns listade i Catalogue of Life.